# Nishan Velupillay
Nishan Velupillay (Melbourne, 7 maggio 2001) è un calciatore australiano, attaccante del Melbourne Victory e della nazionale australiana.

## Biografia
Ha origini tamil tramite i genitori provenienti dallo Sri Lanka.

## Carriera

### Club
È cresciuto nel settore giovanile del Melbourne Victory con cui ha firmato il primo contratto professionistico nel 2019. Ha debuttato in prima squadra il 19 maggio 2021 nell'incontro di A-League Men perso 2-0 contro il Sydney FC ed ha segnato il suo primo gol l'11 dicembre seguente, decidendo la trasferta contro l'Adelaide Utd terminata 2-1.

### Nazionale
Ha giocato nella nazionale australiana Under-23.
Ha debuttato con la nazionale maggiore australiana il 10 ottobre 2024 nell'incontro di qualificazione per il Campionato mondiale di calcio 2026 contro la Cina, segnando la rete del definitivo 3-1.

## Statistiche

### Presenze e reti nei club
Statistiche aggiornate al 14 novembre 2024
| Stagione        | Squadra           | Campionato      | Campionato | Campionato | Coppe nazionali | Coppe nazionali | Coppe nazionali | Coppe continentali | Coppe continentali | Coppe continentali | Altre coppe | Altre coppe | Altre coppe | Totale | Totale | Totale |
| Stagione        | Squadra           | Comp            | Pres       | Reti       | Comp            | Pres            | Reti            | Comp               | Pres               | Reti               | Comp        | Pres        | Reti        | Pres   | Reti   |        |
| --------------- | ----------------- | --------------- | ---------- | ---------- | --------------- | --------------- | --------------- | ------------------ | ------------------ | ------------------ | ----------- | ----------- | ----------- | ------ | ------ | ------ |
| 2020-2021       | Melbourne Victory | AL              | 4          | 0          | CA              | 0               | 0               | -                  | -                  | -                  | -           | -           | -           | 4      | 0      |        |
| 2021-2022       | Melbourne Victory | AL              | 24         | 2          | CA              | 6               | 0               | ACL                | 0                  | 0                  | -           | -           | -           | 30     | 2      |        |
| 2022-2023       | Melbourne Victory | AL              | 26         | 3          | CA              | 1               | 0               | -                  | -                  | -                  | -           | -           | -           | 27     | 3      |        |
| 2023-2024       | Melbourne Victory | AL              | 27         | 3          | CA              | 1               | 1               | -                  | -                  | -                  | -           | -           | -           | 28     | 4      |        |
| 2024-2025       | Melbourne Victory | AL              | 4          | 2          | CA              | 5               | 5               | -                  | -                  | -                  | -           | -           | -           | 9      | 7      |        |
| Totale carriera | Totale carriera   | Totale carriera | 85         | 10         |                 | 13              | 6               |                    | 0                  | 0                  |             | -           | -           | 98     | 16     |        |

### Cronologia presenze e reti in nazionale
| Cronologia completa delle presenze e delle reti in nazionale ― Australia | Cronologia completa delle presenze e delle reti in nazionale ― Australia | Cronologia completa delle presenze e delle reti in nazionale ― Australia | Cronologia completa delle presenze e delle reti in nazionale ― Australia | Cronologia completa delle presenze e delle reti in nazionale ― Australia | Cronologia completa delle presenze e delle reti in nazionale ― Australia | Cronologia completa delle presenze e delle reti in nazionale ― Australia | Cronologia completa delle presenze e delle reti in nazionale ― Australia |
| Data                                                                     | Città                                                                    | In casa                                                                  | Risultato                                                                | Ospiti                                                                   | Competizione                                                             | Reti                                                                     | Note                                                                     |
| ------------------------------------------------------------------------ | ------------------------------------------------------------------------ | ------------------------------------------------------------------------ | ------------------------------------------------------------------------ | ------------------------------------------------------------------------ | ------------------------------------------------------------------------ | ------------------------------------------------------------------------ | ------------------------------------------------------------------------ |
| 10-10-2024                                                               | Adelaide                                                                 | Australia                                                                | 3 – 1                                                                    | Cina                                                                     | Qual. Mondiali 2026                                                      | 1                                                                        | 83’                                                                      |
| 15-10-2024                                                               | Saitama                                                                  | Giappone                                                                 | 1 – 1                                                                    | Australia                                                                | Qual. Mondiali 2026                                                      | -                                                                        | 73’                                                                      |
| 14-11-2024                                                               | Melbourne                                                                | Australia                                                                | 0 – 0                                                                    | Arabia Saudita                                                           | Qual. Mondiali 2026                                                      | -                                                                        | 46’ 74’                                                                  |
| 20-3-2025                                                                | Sydney                                                                   | Australia                                                                | 5 – 1                                                                    | Indonesia                                                                | Qual. Mondiali 2026                                                      | 1                                                                        | 72’                                                                      |
| 25-3-2025                                                                | Hangzhou                                                                 | Cina                                                                     | 0 – 2                                                                    | Australia                                                                | Qual. Mondiali 2026                                                      | 1                                                                        | 82’                                                                      |
| Totale                                                                   |                                                                          | Presenze                                                                 | 5                                                                        |                                                                          | Reti                                                                     | 3                                                                        |                                                                          |

## Palmarès

### Club

#### Competizioni nazionali
- Australia Cup: 1

Melbourne Victory: 2021

### Individuale
- Capocannoniere dell'Australia Cup: 1

2024 (5 reti)